# Saint-Julien-de-la-Liègue
Saint-Julien-de-la-Liègue ist eine französische Gemeinde mit 419 Einwohnern (Stand: 1. Januar 2022) im Département Eure in der Region Normandie; sie gehört zum Arrondissement Les Andelys und zum Kanton Gaillon. 

## Geographie
Saint-Julien-de-la-Liègue liegt etwa 36 Kilometer südsüdöstlich von Rouen. Umgeben wird Saint-Julien-de-la-Liègue von den Nachbargemeinden Le Val d’Hazey im Norden, Gaillon im Nordosten, Saint-Aubin-sur-Gaillon im Osten, Écardenville-sur-Eure im Süden, Clef Vallée d’Eure im Südwesten und Westen sowie Ailly im Nordwesten.

## Bevölkerungsentwicklung
| Jahr                      | 1962 | 1968 | 1975 | 1982 | 1990 | 1999 | 2006 | 2019 |
| Einwohner                 | 120  | 108  | 136  | 168  | 236  | 242  | 295  | 418  |
| Quelle: Cassini und INSEE |      |      |      |      |      |      |      |      |

## Sehenswürdigkeiten
- Kirche Saint-Julien aus dem 12./13. Jahrhundert

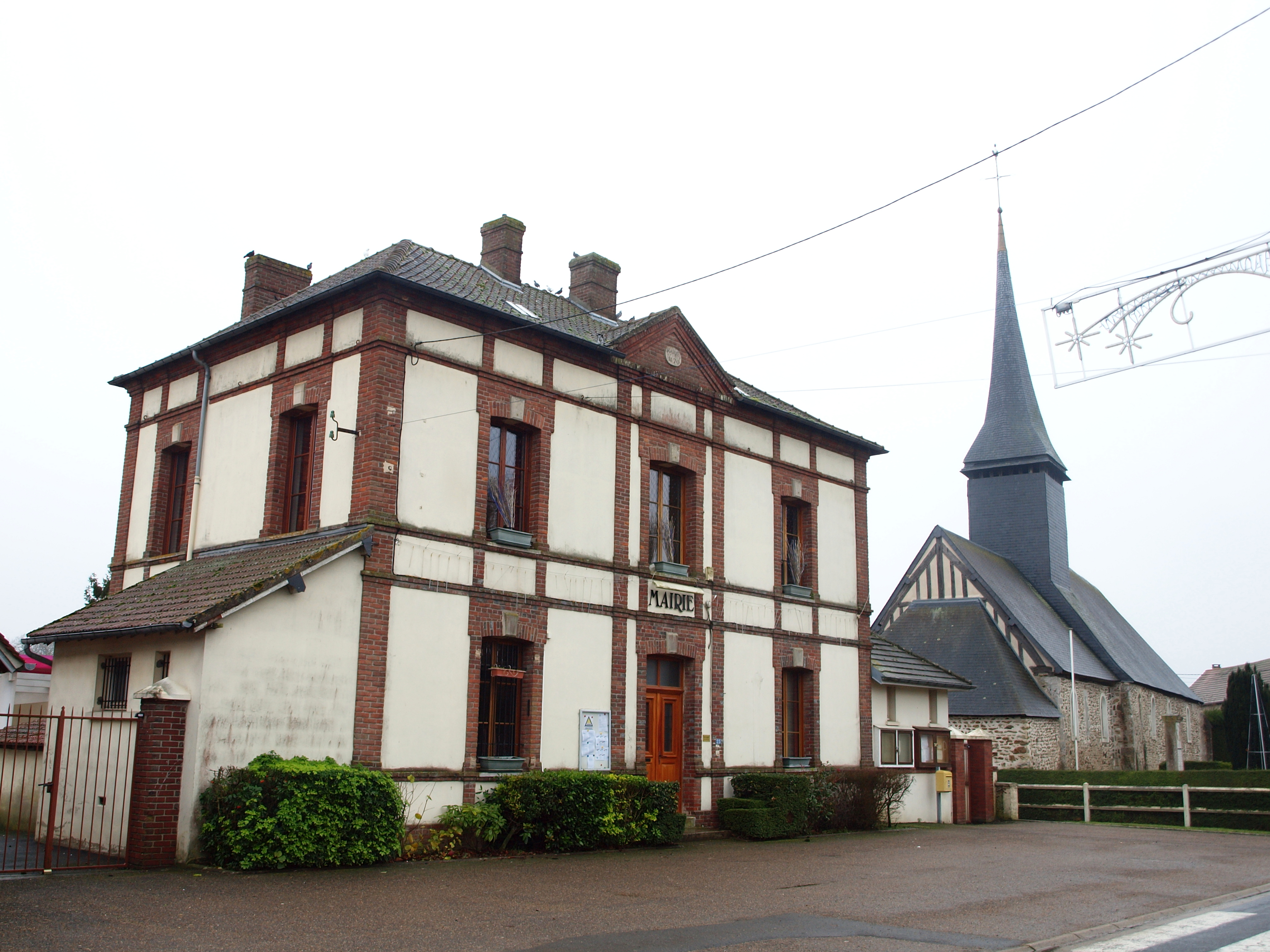
Mairie und Kirche Saint-Julien
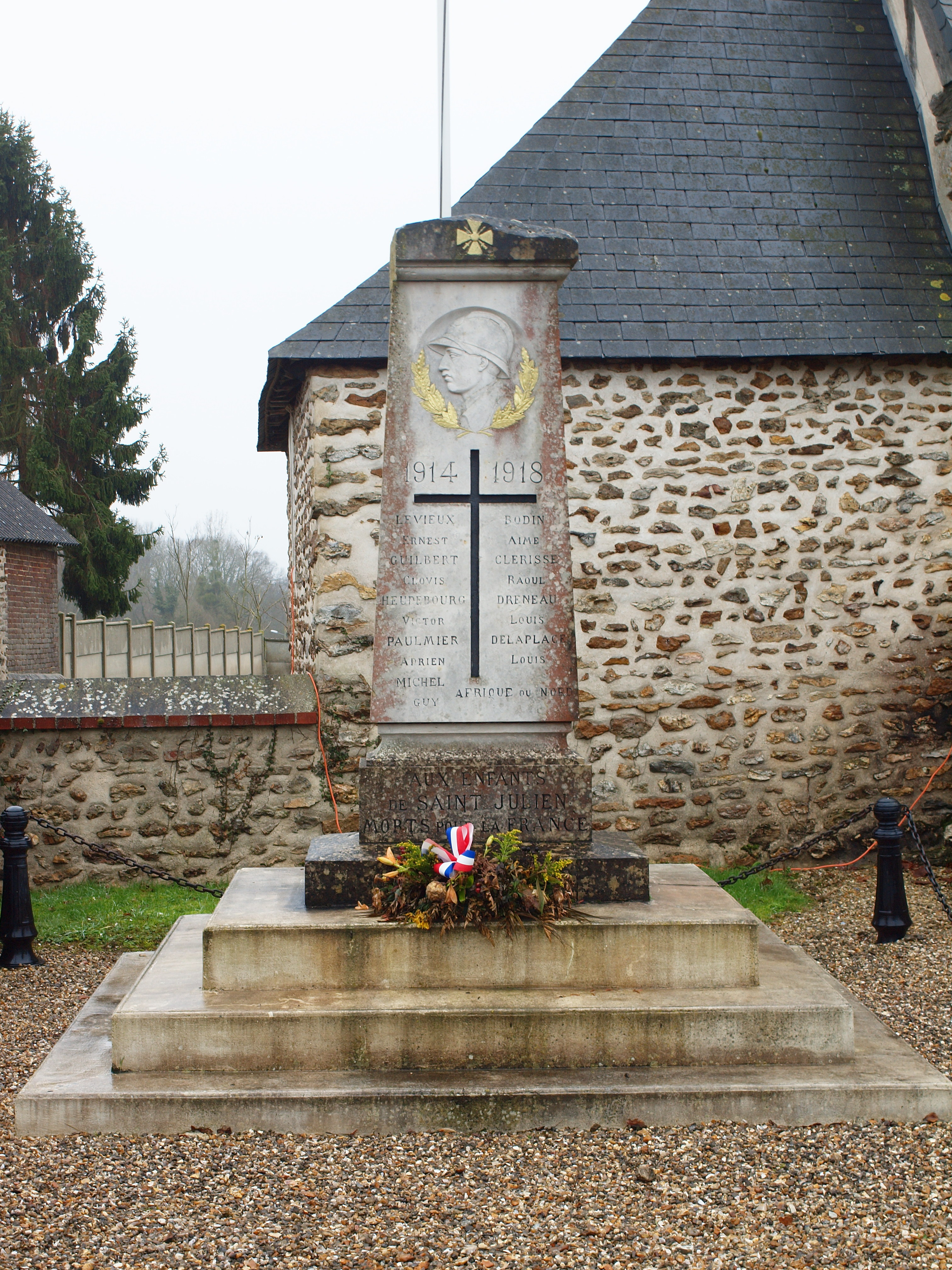
Gefallenendenkmal